# Faverges
Faverges – miejscowość i dawna gmina we Francji, w regionie Owernia-Rodan-Alpy, w departamencie Górna Sabaudia. W 2013 roku jej populacja wynosiła 7215 mieszkańców. 
W dniu 1 stycznia 2016 roku z połączenia dwóch ówczesnych gmin – Faverges oraz Seythenex – utworzono nową gminę Faverges-Seythenex. Siedzibą gminy została miejscowość Faverges. 